# 12448 Mr. Tompkins
12448 Mr. Tompkins este un asteroid din centura principală de asteroizi.

## Descriere
12448 Mr. Tompkins este un asteroid din centura principală de asteroizi. A fost descoperit pe 12 decembrie 1996 la Observatorul Kleť de Miloš Tichý și Zdeněk Moravec
. Asteroidul prezintă o orbită caracterizată de o semiaxă mare de 2,30 ua, o excentricitate de 0,13 și o înclinație de 7,8° în raport cu ecliptica.